# John Hencken
John Frederick Hencken (Culver City Estats Units 1954) és un nedador nord-americà, ja retirat, guanyador de cinc medalles olímpiques.

## Biografia
Va néixer el 29 de maig de 1954 a la ciutat de Culver City, població situada a l'estat de Califòrnia.

## Carrera esportiva
Especialista en la modalitat de braça, va participar als 18 anys en els Jocs Olímpics d'Estiu de 1972 realitzats a Múnic (Alemanya Occidental) on va aconseguir guanyar la medalla d'or en la prova dels 200 metres braça, on va establir un nou rècord del món amb un temps de 2:21.55 minuts, i la medalla de bronze en els 100 metres braça. En els Jocs Olímpics d'Estiu de 1976 realitzats a Mont-real (Canadà) va aconseguir guanyar la medalla d'or en els 100 metres braça i els relleus 4x100 metres estils, establint sengles rècords del món amb un temps d'1:03.11 m. i 3:42.22 minuts respectivament, així com la medalla de plata en els 200 metres braça.
Al llarg de la seva carrera guanyà tres medalles en el Campionat del Món de natació, entre elles dues medalles d'or.